# Baie de San Ciprianu : étangs d'Arasu et îles San Ciprianu et ilot Cornuta
Baie de San Ciprianu : étangs d'Arasu et îles San Ciprianu et ilot Cornuta este o arie protejată (arie specială de conservare — SAC, sit de importanță comunitară — SCI) din Franța întinsă pe o suprafață de 106 ha, integral pe uscat.

## Localizare
Centrul sitului Baie de San Ciprianu : étangs d'Arasu et îles San Ciprianu et ilot Cornuta este situat la coordonatele 41°38′34″N 9°21′36″E / 41.64278°N 9.36°E.

## Înființare
Situl Baie de San Ciprianu : étangs d'Arasu et îles San Ciprianu et ilot Cornuta a fost declarat sit de importanță comunitară în iulie 2003 pentru a proteja 1 specie de plante și 5 specii de animale. Situl a fost protejat și ca arie specială de conservare în martie 2008.

## Biodiversitate
Situată în ecoregiunea mediteraneană, aria protejată conține 20 de habitate naturale: Dune de pe litoral fixate cu Crucianellion maritimae, Păduri de Quercus ilex și Quercus rotundifolia, Ape stătătoare oligotrofe până la mezotrofe, cu vegetație de Littorelletea uniflorae și/sau de Isoëto-Nanojuncetea, Pajiști umede mediteraneene cu ierburi înalte de Molinio-Holoschoenion, Dune cu tufărișuri sclerofile Cisto-Lavenduletalia, Lagune de coastă, Liziere de ierburi înalte hidrofile de câmpie și de nivel montan până la alpin, Galerii și tufărișuri riverane sudice (Nerio-Tamaricetea și Securinegion tinctoriae), Dune cu vegetație ierboasă Malcolmietalia, Pășuni mediteraneene udate de apa mării (Juncetalia maritimi), Dune de coastă cu Juniperus spp., Iazuri temporare mediteraneene, Păduri de Quercus suber, Dune mobile cu vegetație embrionară, Matorral arborescenți cu Juniperus spp., Păduri de Olea și Ceratonia, Dune mobile de-a lungul țărmului cu Ammophila arenaria („dune albe”), Faleze cu vegetație de Limonium spp. endemic de pe coastele mediteraneene, Pseudostepă cu ierburi și specii anuale de Thero-Brachypodietea, Tufărișuri halofile mediteraneene și termo-atlantice (Sarcocornetea fruticosi).
La baza desemnării sitului se află mai multe specii protejate:
- plante (1): Silene velutina
- nevertebrate (1): Papilio hospiton
- pești (1): Aphanius fasciatus
- reptile (3): țestoasa de baltă (Emys orbicularis), Euleptes europaea, țestoasă bănățeană (Testudo hermanni)

Pe lângă speciile protejate, pe teritoriul sitului au mai fost identificate 2 specii de plante.